# Эндюковский, Александр Гаврилович
Александр Гаврилович Эндюковский (24 февраля [8 марта] 1899, Новая Яксарка, Саратовская губерния — 1938) — советский лингвист, специалист по мордовским и саамским языкам. Автор первого в России саамского букваря на основе кириллицы (1937). В 1938 году умер в тюрьме. Реабилитирован в 1954 году.

## Биография
Родился 24 февраля (8 марта) 1899 года в с. Новая Яксарка Кузнецкого уезда Саратовской губернии (ныне это Шемышейский район Пензенской области) в семье священнослужителя — Эндюковского Гавриила Косьмича (Кузьмича)
Окончил НИИ речи и культуры. Работал старшим научным сотрудником (и. о.) в ИЯМ, с ноября 1931 — преподавателем Комитета по кадрам Академии наук.
В начале научной карьеры занимался мордовским языком, первые публикации посвящены мордовскому языку и мордовской литературе. В 1930 году защитил диссертацию, после чего работал в качестве научного сотрудника и преподавателя в Институте народов Севера в Ленинграде, принимал участие в экспедициях на Кольский полуостров, собирал саамский фольклор.
Вместе с Захарием Черняковым сыграл ведущую роль в создании письменности для саамских языков в Советском Союзе. Черняков в 1933 году составил и издал первый в России саамский букварь на основе латиницы, а также перевел на саамский язык ряд учебников с русского языка, однако через два года букварь был изъят как «политически вредный». Эндюковский также говорил о «досадных и вредных ошибках» в букваре Чернякова. В 1936 году он составил новый саамский букварь, на основе кириллицы, который был издан в 1937 году, однако апробацию в школе этот учебник пройти не успел.
В 1938 году был арестован вместе с другими преподавателями Института народов Севера, в том числе Черняковым, по делу о так называемом «Саамском заговоре»; был обвинён в подготовке вооружённого восстания. По версии следователей, Эндюковский вместе с Черняковым и этнографом из Мурманска Василием Кондратьевичем Алымовым стояли во главе некой «Саамской националистической повстанческой диверсионно-вредительской организации». Эта организация была, якобы, связана, как с Западом (в том числе с теми кругами Финляндии, которые поддерживали идею создания Великой Финляндии, в состав которой были бы включены Восточная Карелия и Кольский полуостров), так и с так называемым «Карельским центром», якобы возглавляемым Эдвардом Гюллингом и Густавом Ровио, бывшими руководителями Карельской АССР.
В октябре 1938 году умер в тюрьме. Позже был реабилитирован.

## Публикации
- К вопросу о русских заимствованиях в мордовском языке // Учёные записки Саратовского Университета. — 1930. — Т. 8, № 3. — С. 55—112.
- Сюжет Тристана и Исольды в мордовском фольклоре // Тристан и Исольда. — Л., 1932. — С. 227—260.
- Краткий отчет о результатах командировки в Мурманский округ по изучению кильдинского диалекта саамского (лопарского) языка // Материалы по развитию языков и письменности народов Севера в Мурманском округе. — 1934. — С. 11—12.
- Kniga logkəm guejka. — Л., 1934.
- Саамский (лопарский) язык // Языки и письменность самоедских и финно-угорских народов / ред. Г. Н. Прокофьев. — М.; Л.: Учпедгиз, 1937. — Ч. 1. — С. 125—162.
- Саамская литература // Литературная энциклопедия: в 11 томах. — М., 1937. — С. 468.
- Саамский язык // Литературная энциклопедия: в 11 томах. — М., 1937. — С. 469.
- Саамь букваррь. — Л., 1937.